# ليو شواي
ليو شواي (بالصينية: 刘帅) هو لاعب كرة قدم صيني في مركز الدفاع، ولد في 2 أبريل 1989 في آنهوي في الصين. لعب مع نادي شنجن.